# Censor (film)
Censor è un film horror del 2021 diretto da Prano Bailey-Bond.
Presentato al Sundance Film Festival 2021, il film è stato successivamente distribuito a partire dal giugno 2021.

## Trama
Enid è un'addetta alla censura dei film horror distribuiti in VHS nel mercato britannico e si ritrova costantemente, insieme a vari colleghi, a decidere se censurare o meno varie opere o quantomeno le scene più cruente di queste. Dopo aver visionato un film con un collega, Enid si arrende al parere di quest'ultimo e lascia che una scena di cannibalismo non venga censurata. Quel giorno stesso la donna va a cena con i genitori e affronta con loro un argomento molto spinoso: la scomparsa di sua sorella minore Nina. I genitori vogliono dichiararla ufficialmente morta per porre fine ad anni di estenuante ricerca, tuttavia Enid è ancora convinta che la sorella sia viva, seppur non riesca a ricordare cosa sia successo nel giorno della sua scomparsa: quando ciò è accaduto loro erano insieme in una foresta.
Nei giorni successivi, viene compiuto un crimine identico a quello che Enid e il suo collega non avevano censurato in un film: un giornalista rivela chi era stato a visionare l'opera e la donna inizia ad essere tempestata dai giornalisti e perfino da minacce e insulti telefonici. Mentre tutto ciò ha un impatto sulla sua salute mentale, Enid si ritrova a visionare un film molto particolare: il film sembra mostrare proprio la vicenda della scomparsa di sua sorella e presenta perfino un'attrice molto simile a quest'ultima. Nel film viene inoltre mostrato come una sorella abbia ucciso l'altra: sconvolta, Enid vomita e si chiede se anche lei sia un'assassina il cui cervello ha rimosso l'accaduto. Tale vicenda ricorda infatti quanto appena accaduto all'assassino incriminato per l'atto identico a quello del film non censurato, il quale non riesce a ricordare di aver compiuto il crimine. Nel frattempo viene tuttavia scoperto che l'assassino non aveva mai visionato il film incriminato.
Enid fa la conoscenza del produttore del film in questione, che si rivela attratto da lei e le comunica che è stato proprio il regista a volere che fosse lei a guardare il film. Enid inizia a fare ricerche per conto suo, entrando in possesso di altri film di quel regista presso un noleggiatore che è riuscito ad ottenere perfino alcuni film censurati; viene paparazzata durante l'acquisto. Visionando il film noleggiato, Enid scopre che l'attrice identica a sua sorella è accreditata come Alice Lee. Dal momento che non riesce a convincere i genitori che l'attrice potrebbe essere davvero Nina, Enid va a casa del produttore che aveva cercato di abbordarla. In un primo momento Enid riesce a scoprire effettivamente cose interessanti sul regista del film e su come lavora, scoprendo anche che Alice Lee sta per porre fine alla sua carriera, ma quando il produttore prova a stuprarla ne deriva una colluttazione in cui l'uomo muore.
Enid si presenta sul set del nuovo film del regista, un sequel di quello che l'aveva sconvolta nonché l'opera finale di Alice Lee. Qui viene accolta da una truccatrice che la stava aspettando e che la prepara, dopo di che viene condotta nel mezzo di una foresta e ha modo di interagire col regista. Questi la provoca, la spinge a far uscire il suo lato più oscuro, dopo di che la spedisce nel set di una chiesa insieme ad Alice Lee a un attore dalle sembianze mostruose che sembra amare ma anche voler uccidere le due donne. Enid aggredisce quest'ultimo con un'ascia, uccidendolo: ciò terrorizza sia Alice che il regista, spingendo Enid a uccidere quest'ultimo e ad inseguire Alice. Terrorizzata, la ragazza nega di essere Nina e scappa via: Enid tuttavia si autoconvince che la ragazza sia effettivamente sua sorella e inizia a immaginare un mondo perfetto, privo di film cruenti, in cui non esiste la benché minima criminalità e in cui la sua famiglia è ancora unita e felice. Sotto quest'illusione è tuttavia ancora tangibile l'orrore del mondo reale.

## Distribuzione
Presentato il 28 gennaio 2021 nella "midnight section" del  Sundance Film Festival 2021, il film è stato acquistato dalla Vertigo Films che lo ha distribuito dal giugno successivo in USA. La distribuzione nel Regno Unito e in Irlanda è avvenuta nell'agosto 2021.

## Accoglienza

### Incassi
Nel circuito cinematografico, il film ha incassato 90,05 mila dollari.

### Critica
Sull'aggregatore Rotten Tomatoes il film riceve l'88% delle recensioni professionali positive con un voto medio di 7,2 su 10 basato su 123 critiche, mentre su Metacritic ottiene un punteggio di 67 su 100 basato su 22 critiche.